# Fuente de La Breña

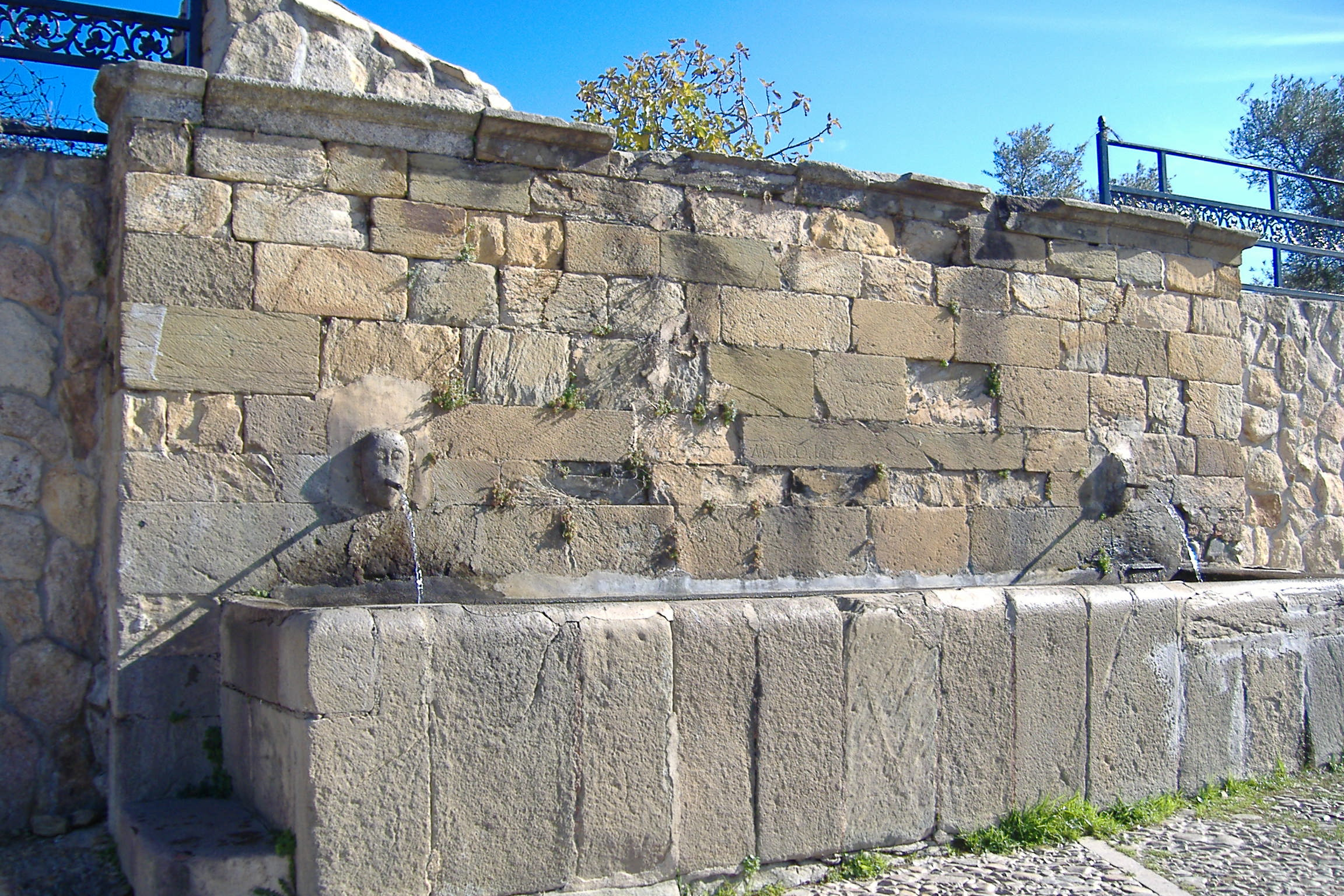
Fuente de La Breña.

La fuente de La Breña es una fuente pública que se encuentra en la localidad cacereña de Talaván (Extremadura, España). Se encuentra a los pies de la ladera oeste del cerro de La Breña y es un punto de drenaje del acuífero de Talaván.
El agua potable que brota de la fuente sirve de aprovisionamiento de agua a la localidad, al hallarse en pleno casco urbano, aunque es mucha la gente venida de otros lugares para suministrarse de sus aguas.
El frente de la fuente está construido en piedra sillar, rematado por una moldura. En el muro aparece la inscripción MARCO 161Z, por lo que se puede datar su construcción a comienzos del siglo XVII. Cuenta con dos surtidores y un pilón utilizado como abrevadero, mientras que el agua sobrante va a parar a cuatro lavaderos públicos, que se vienen utilizando para hacer la colada o el lavado de la ropa por parte de los vecinos de la localidad, cada vez en menor medida.

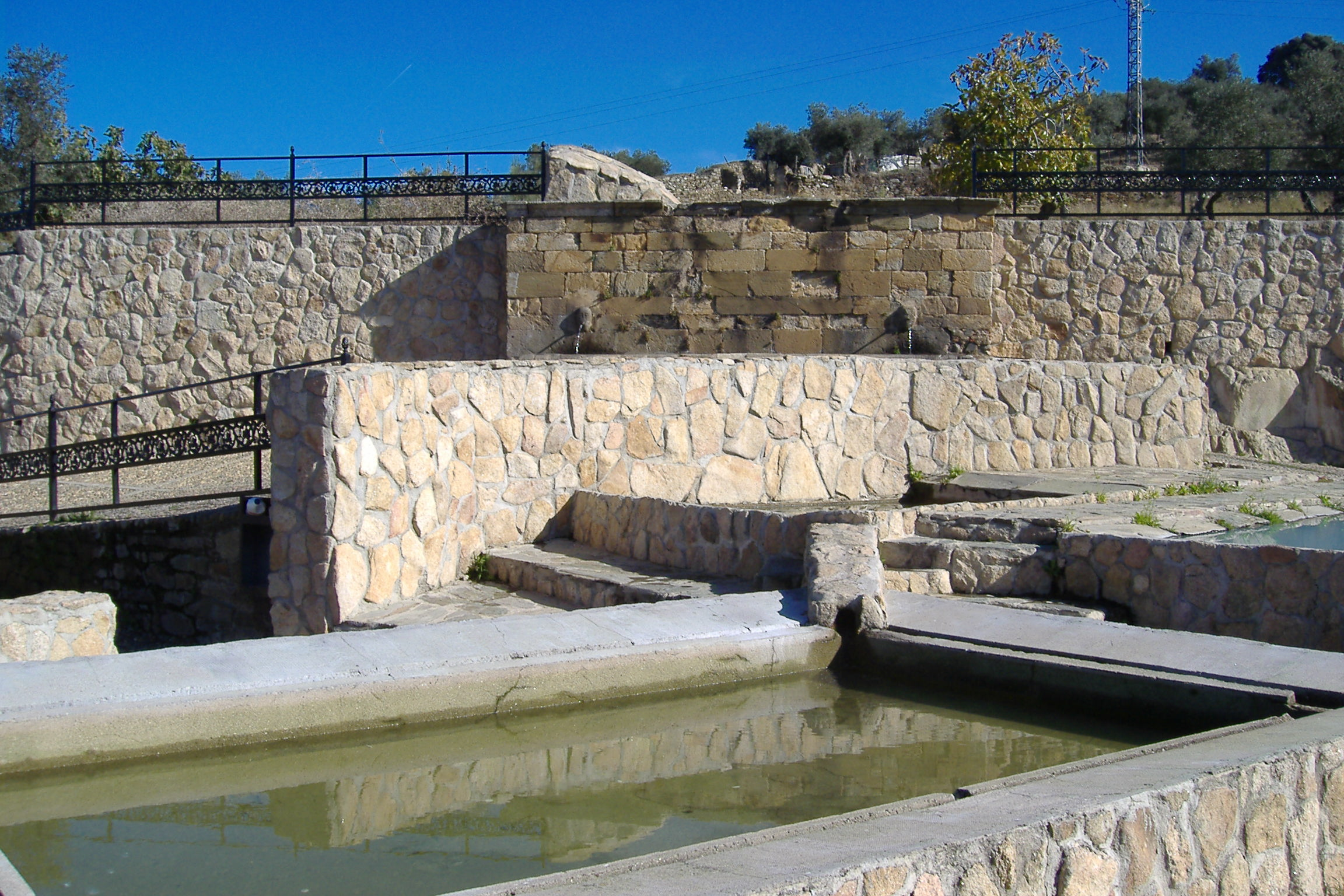
Fuente y lavaderos.

## Cabezas cortadas celtas

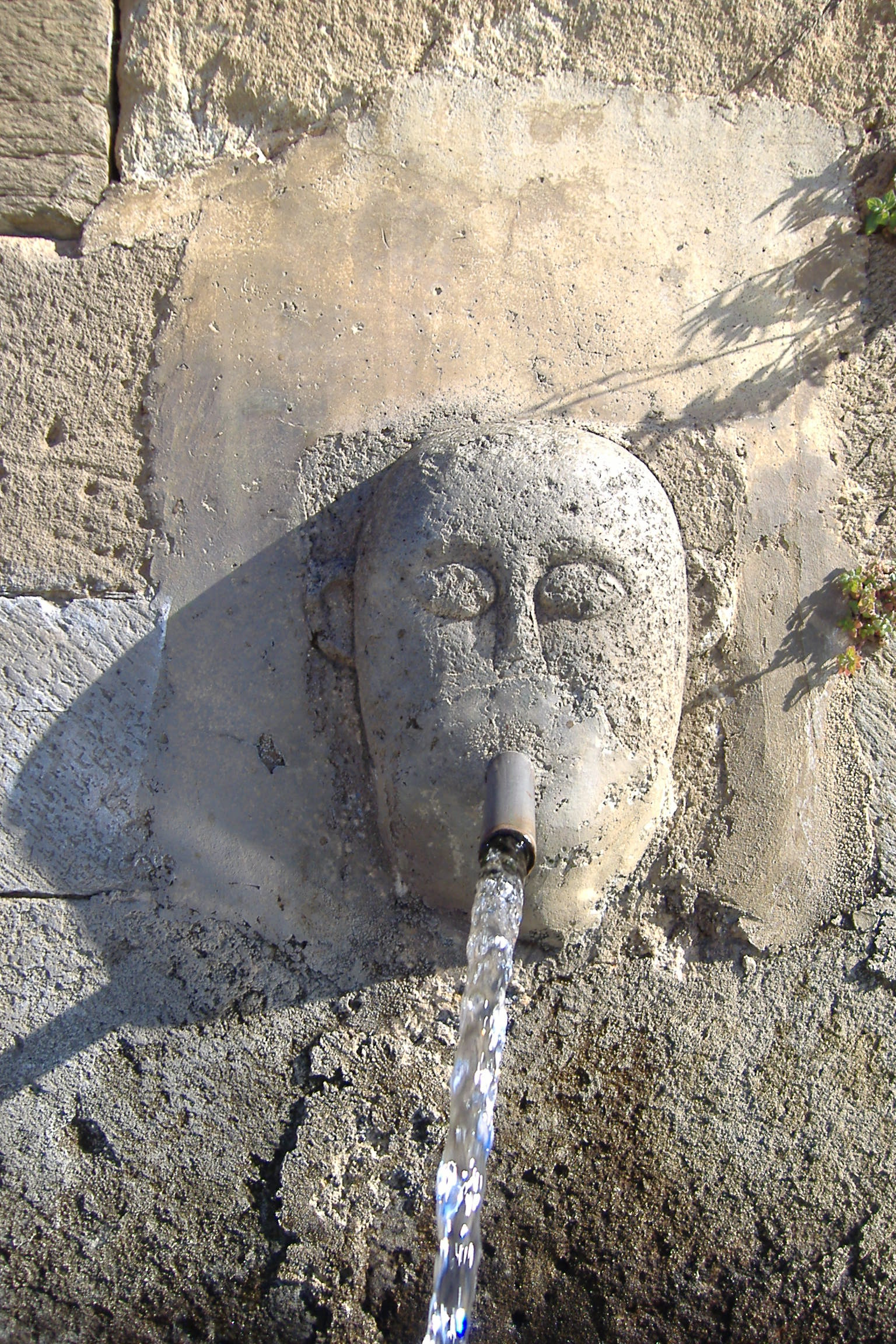
Cabeza cortada celta.

En los surtidores, se encuentran colocadas dos máscaras en relieve, con representación antropomorfa, en cuyas bocas se han colocado sendos caños para la salida del agua. Se han identificado dichas máscaras como esculturas prerromanas, más concretamente las conocidas como cabezas cortadas celtas, presentando grandes ojos almendrados y nariz y orejas de trazos muy simples. Tan sólo en una de las máscaras es posible reconocerlo, pues la otra se encuentra muy deteriorada.